# Gianicolo

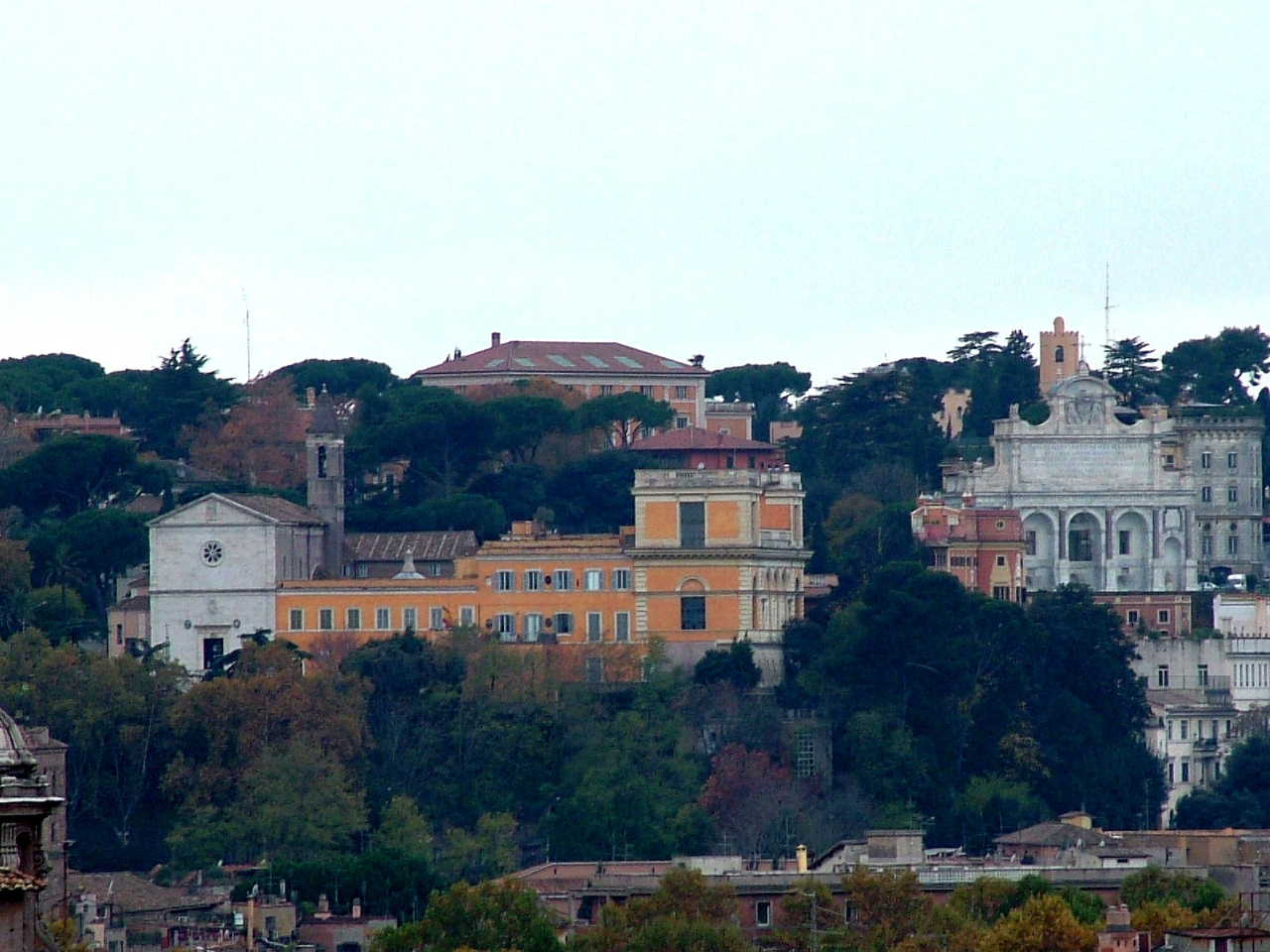
Vista del Gianicolo (2005)

Il Gianicolo è un colle romano, prospiciente la riva destra del Tevere, la cui altezza massima è 88 metri, non rientrante nel novero dei sette colli tradizionali. La pendice orientale digrada verso il fiume e alla base si trova il rione storico di Trastevere, mentre quella occidentale, meno ripida, costituisce la parte più vecchia del moderno quartiere di Monteverde; a sud-ovest del colle è situata Villa Doria Pamphili, mentre sulle sue pendici orientali sono posti l'Orto botanico di Roma e il carcere di Regina Coeli. Assieme a Monte Mario e al Pincio è uno dei luoghi più panoramici della città con vista a est dei quartieri limitrofi e del centro storico con i maggiori monumenti architettonici della città fino ai Colli Albani, ai Monti Tiburtini, Prenestini e le maggiori cime dell'Appennino centrale occidentale (Terminillo, Velino, Monti Simbruini). 

## Storia

### Nell'antichità
Il nome del colle secondo la tradizione deriverebbe dal dio Giano che vi avrebbe fondato un centro abitato conosciuto con il nome di Ianiculum. Nella realtà in relazione a tale divinità sul Gianicolo esisteva solo un sacello dedicato al figlio Fons o Fontus. Era invece presente un piccolo centro abitato (Pagus Ianiculensis) situato ai piedi del colle nella zona di Trastevere oggi corrispondente a piazza Mastai. Situato sulla riva destra del Tevere, in territorio originariamente etrusco, il colle sarebbe stato occupato e annesso a Roma da Anco Marzio che l'avrebbe fortificato e collegato alla città tramite il Pons Sublicius sul quale doveva passare l'antica strada che attraversava il colle proveniente dall'Etruria, che in seguito diventò la Via Aurelia.

Panorama completo di Roma dal Gianicolo

Nel 477 a.C. i Veienti, dopo aver sconfitto i Fabii nella battaglia del Cremera e l'esercito romano, condotto dal console Tito Menenio Agrippa Lanato, stabilirono un fortilizio sul Gianicolo, da dove partivano per razziare la campagna romana. Il colle fu riconquistato l'anno successivo dai Romani (476 a.C.), a seguito della battaglia combattuta e vinta contro i Veienti. Rimasto escluso dalle antiche mura serviane, il Gianicolo venne parzialmente incluso nelle mura aureliane. Un'area del Gianicolo era coperta di boschi sacri dedicati, con un tempio, all'antica divinità Furrina. Un'altra area cultuale, più tarda, è il santuario isiaco sulla pendice orientale, oggi via Dandolo: il sito è pittoresco, ma poco curato e visitabile su richiesta; i relativi reperti sono attualmente esposti nella sala dei culti orientali del Museo Nazionale Romano delle Terme di Diocleziano.

### Il Gianicolo garibaldino

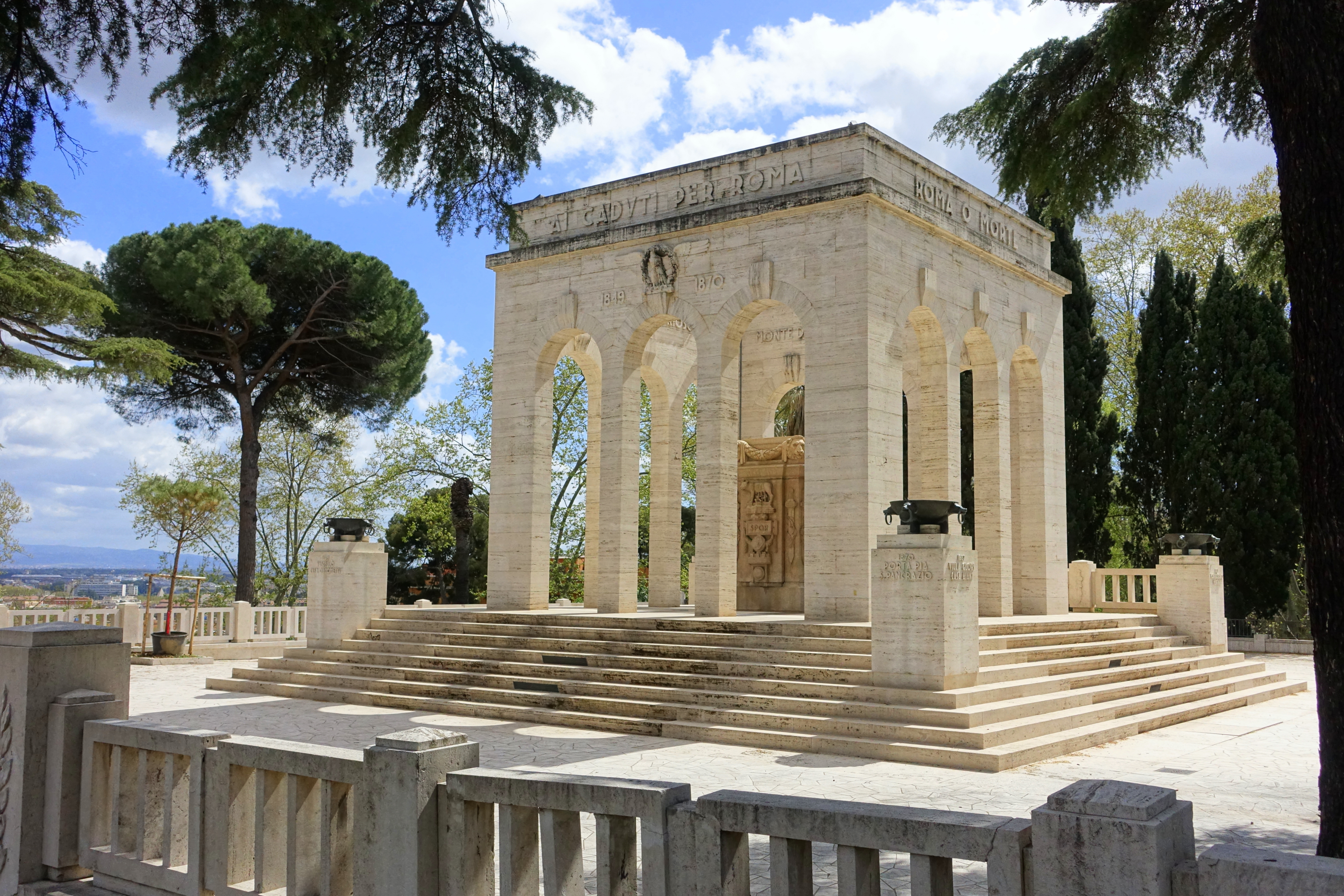
Mausoleo Ossario Garibaldino

Nel XVII secolo il colle fu incluso nelle mura di Urbano VIII, chiamate appunto anche mura gianicolensi. L'urbanizzazione del colle del Gianicolo consisteva fino a tutto l'Ottocento di ville con grandi parchi come la villa Doria Pamphilj e la villa Corsini, dei loro casali e di chiese con conventi e terreni come la Basilica di San Pancrazio o San Pietro in Montorio o il Convento di Sant'Onofrio.

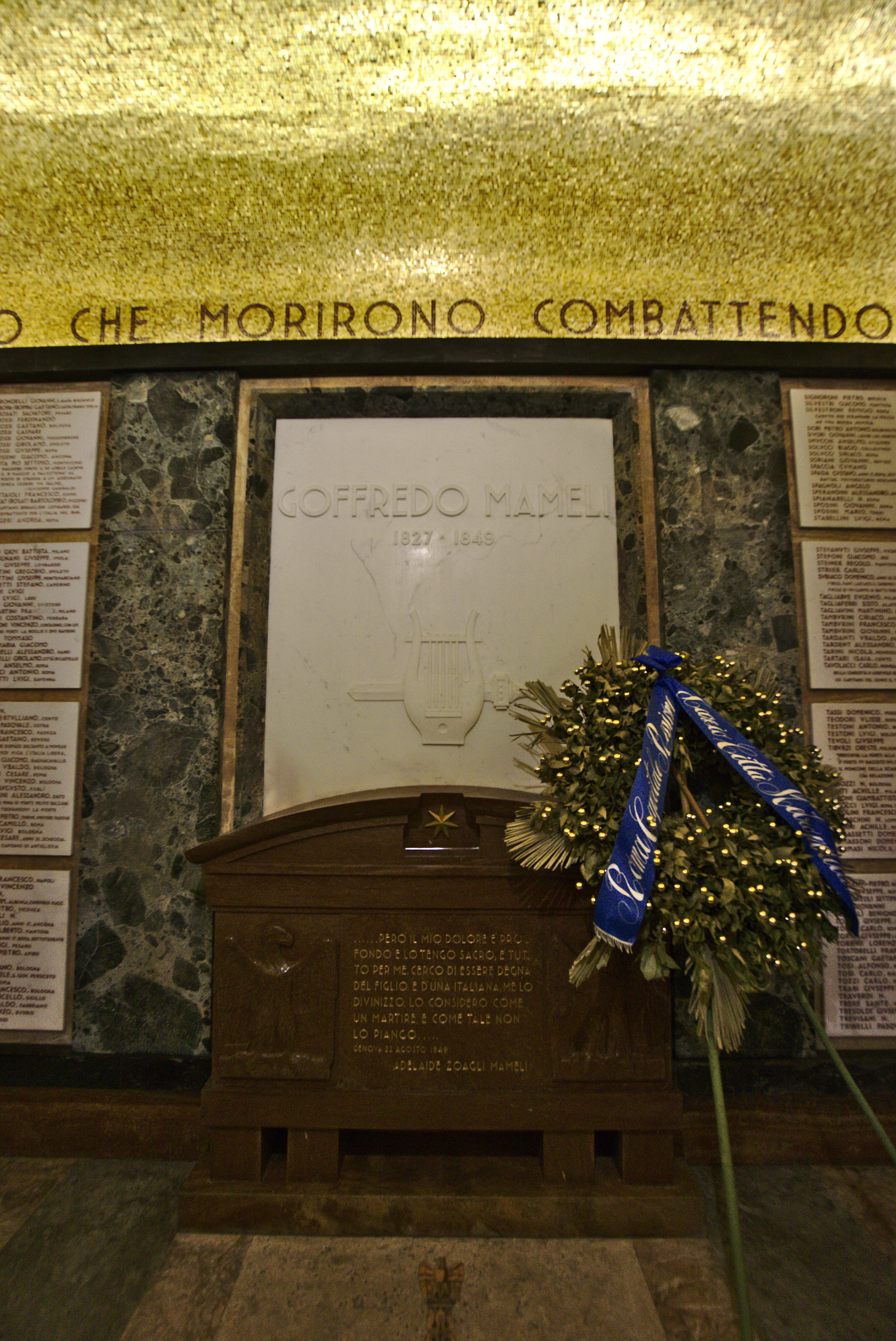
Tomba di Goffredo Mameli

Teatro nel 1849 dell'eroica difesa della breve Repubblica Romana contro i francesi chiamati da Pio IX a riconquistare Roma, il Gianicolo divenne dopo l'Unità d'Italia un grande parco pubblico e una sorta di memoriale del Risorgimento.
La Passeggiata del Gianicolo, da cui si gode uno dei panorami più suggestivi del centro storico di Roma, è costituita da due grandi viali alberati da platani, costeggianti la Villa Aurelia, che si riuniscono nel piazzale Garibaldi per proseguire in un'unica strada, realizzata a completamento della Passeggiata nel 1939, che scende a tornanti verso la chiesa di Sant'Onofrio.

#### Porta San Pancrazio

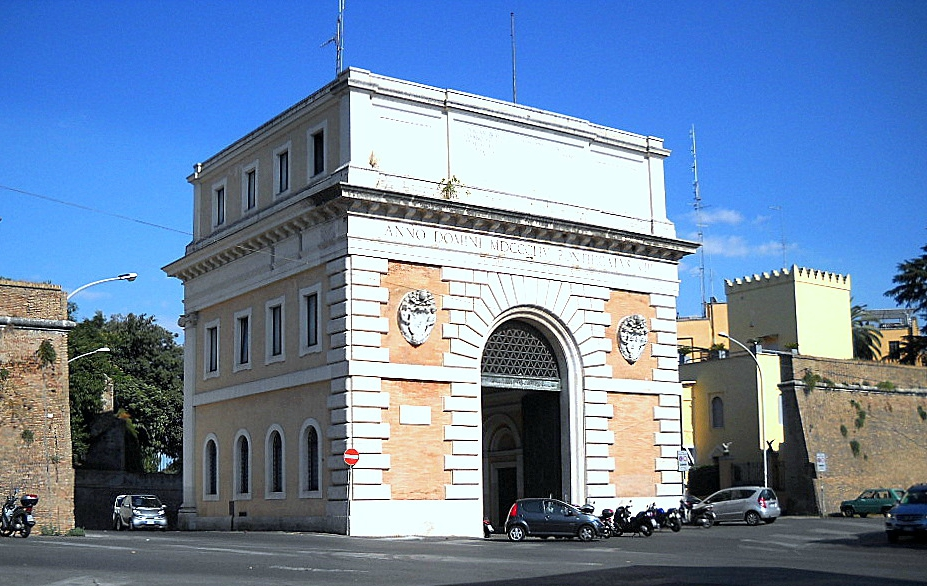
Porta San Pancrazio

All'estremità sud del colle è presente la Porta San Pancrazio testimone degli eventi della Repubblica romana del 1849 ed oggi sede del Museo della Repubblica Romana e della memoria garibaldina.

#### Monumenti equestri a Giuseppe ed Anita Garibaldi

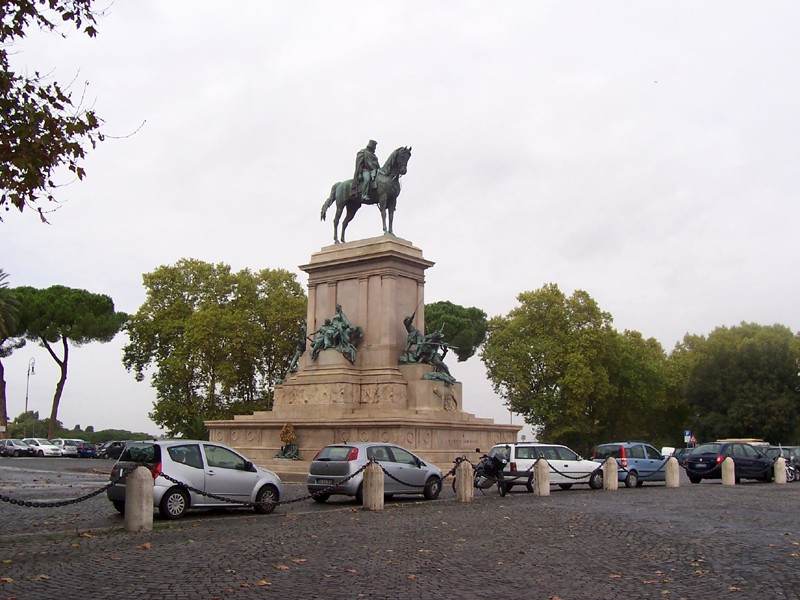
Monumento a Garibaldi

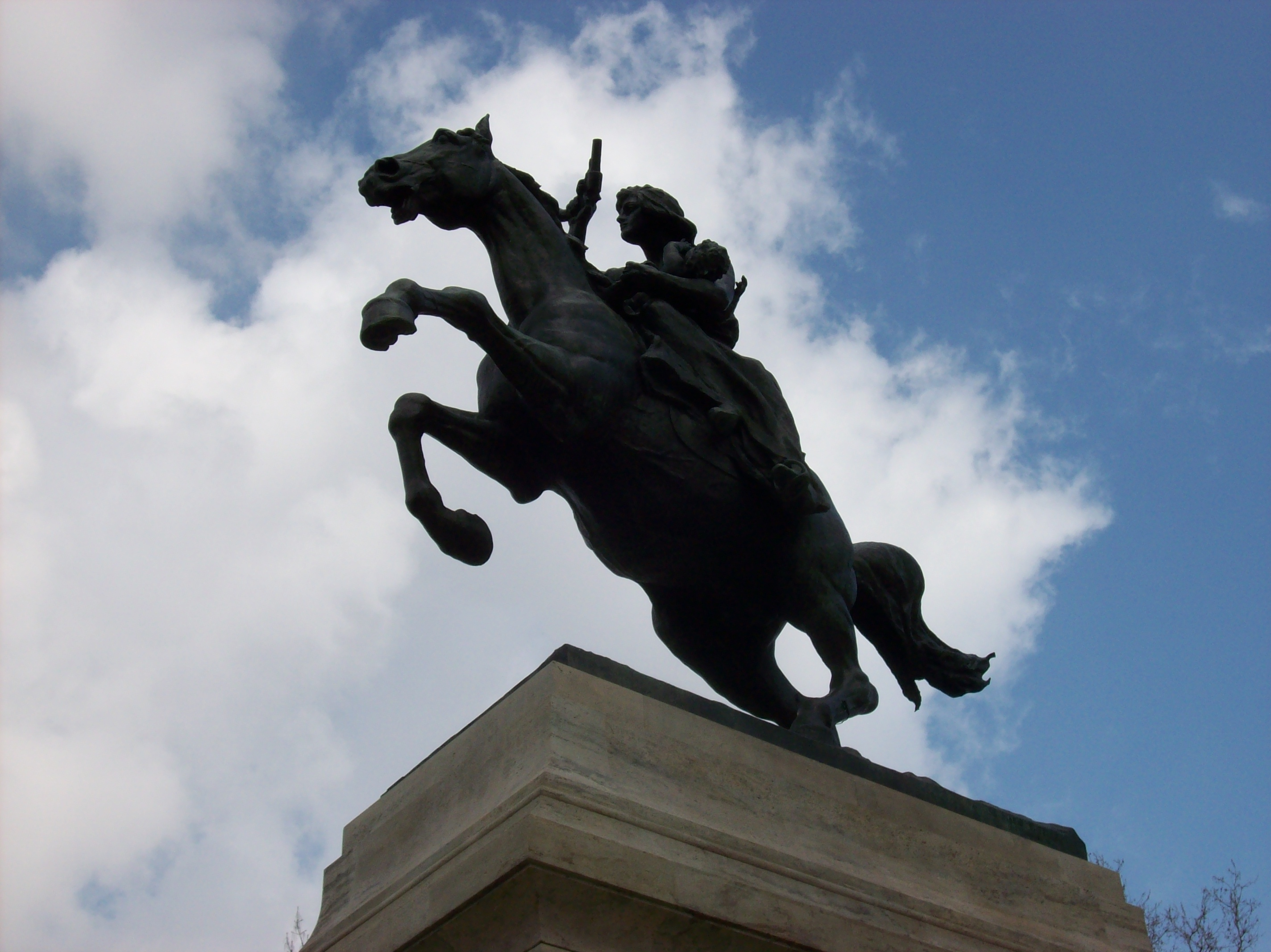
Monumento ad Anita Garibaldi

Nel punto più alto del colle furono successivamente poste le statue equestri di Giuseppe Garibaldi (opera di Emilio Gallori inaugurata nel 1895) e di Anita Garibaldi (opera di Mario Rutelli del 1932, in collaborazione con l'allievo Silvestre Cuffaro) nel cui basamento furono poste le spoglie.

#### I busti degli eroi e le lapidi commemorative
Nel declivio sotto il Fontanone di Paolo V e lungo la via del Gianicolo che scende verso San Pietro furono collocate decine di (precisamente 84) mezzibusti marmorei, ritraenti illustri garibaldini, dai Mille ai combattenti che con lui avevano resistito per settimane alle truppe francesi, di gran lunga più numerose e meglio armate. Sul colle sono presenti, inoltre, diverse lapidi e steli commemorative ai caduti: il Comune di Palermo ricorda i siciliani, l'Università di Padova i suoi studenti, la città di Trento i suoi cittadini, l'Umbria e la Bulgaria i garibaldini, Montevideo la "Legione italiana" creata da Garibaldi come "madre della latinità" e l'Ambasciata argentina le vittime della dittatura argentina.

#### Il Muro della Repubblica Romana
In occasione del 150º anniversario dell'Unità d'Italia è stata realizzata sul belvedere una balaustra in pietra artificiale che riporta il testo integrale della Costituzione della Repubblica romana del 1849, inaugurato il 17 marzo 2011 dal Presidente della Repubblica Giorgio Napolitano.

#### Il Mausoleo Ossario Garibaldino
Già nel 1879, sul piazzale di San Pietro in Montorio fu costruito un "Monumento ai caduti per la causa di Roma Italiana" oggi scomparso. L'iniziale monumento ai caduti fu poi spostato e ricostruito come Mausoleo Ossario Garibaldino nel 1941 da Giovanni Jacobucci poco più in là, al sommo di via Garibaldi accanto alla chiesa di San Pietro in Montorio, includendovi l'ossario dei caduti della Repubblica Romana del 1849, nel quale fu spostata anche la tomba di Goffredo Mameli.

#### Il Faro del Gianicolo

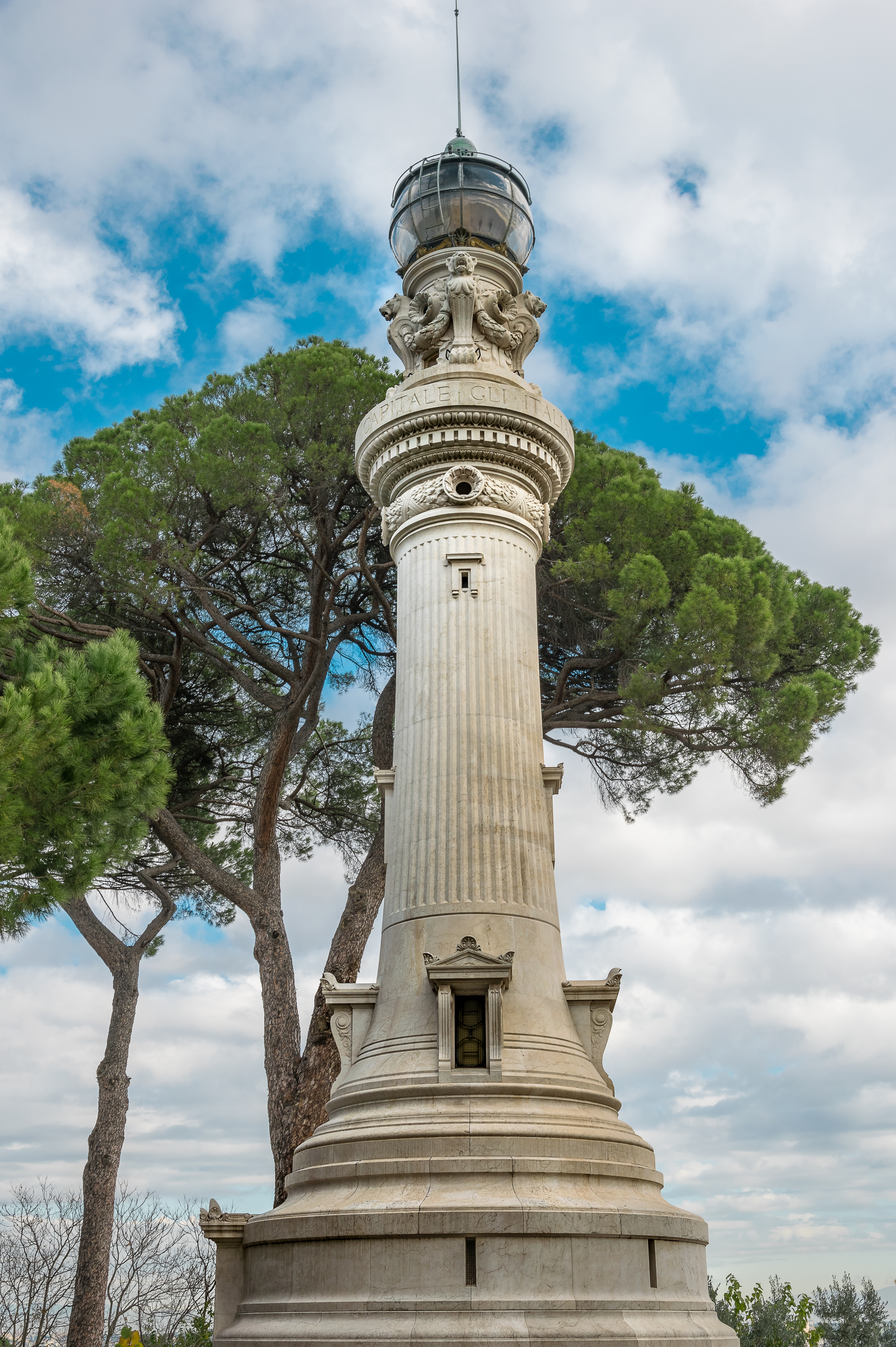
Faro del Gianicolo

All'estremità nord del colle è collocato il Faro del Gianicolo che ha funzione commemorativa, di monumento nazionale. Eretto grazie all'iniziativa di un comitato di italiani residenti a Buenos Aires per festeggiare il 50º anniversario dell'Unità d'Italia e testimoniare il loro legame con la patria di origine.
Accanto al faro cresce un albero di cui esistono solo altri due esemplari a Roma: la Phitolacca Dioica chiamato dagli argentini ombù.

### Il cannone del Gianicolo
In cima al colle, praticamente sotto la statua di Garibaldi, è collocato dal 24 gennaio 1904 un cannone che spara un colpo a salve tutti i giorni a mezzogiorno in punto. Il rumore dello sparo, nei giorni in cui la città è meno rumorosa, si può sentire fino all'Esquilino.
La cannonata a salve di mezzogiorno fu introdotta da Pio IX nel 1847, per dare un riferimento alle campane delle chiese di Roma, in modo che non suonassero ognuna secondo l'ora a disposizione del proprio sagrestano, rischiando di suonare non contemporaneamente. Il cannone era allora in Castel Sant'Angelo, da dove venne spostato nel 1903 a Monte Mario, per qualche mese, per essere poi posizionato al Gianicolo nella sua collocazione attuale.

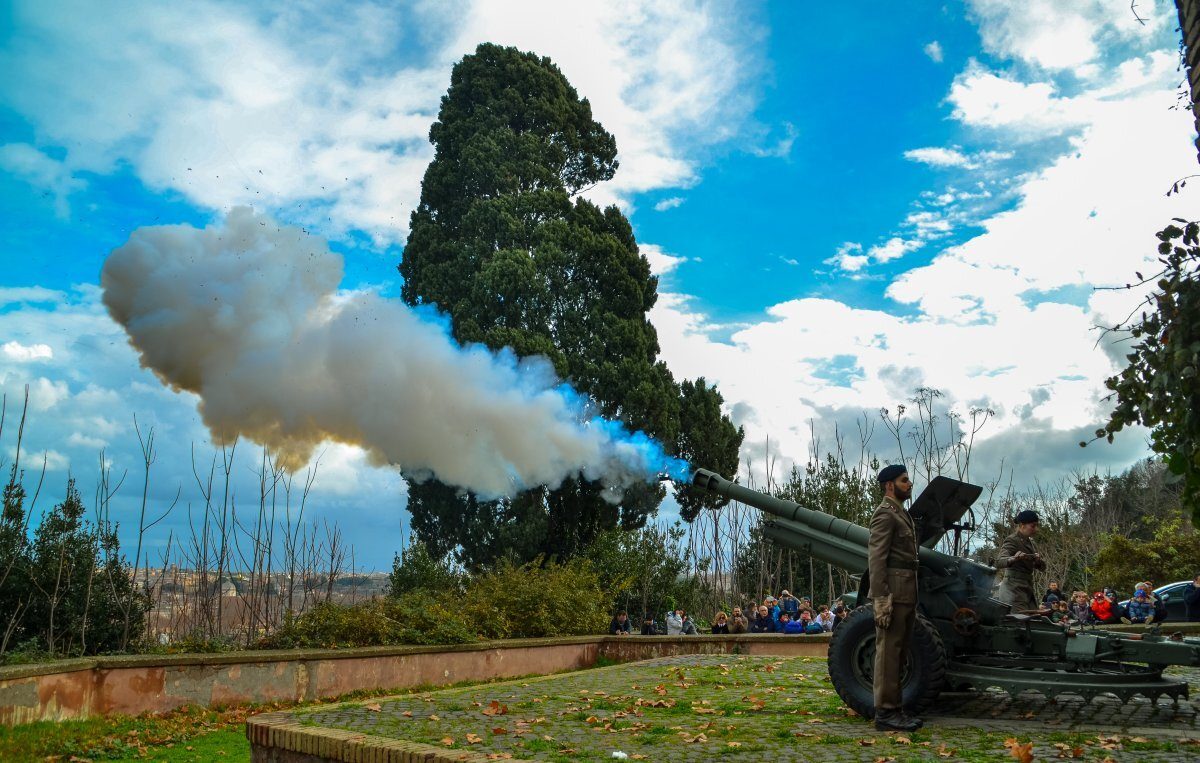
Il cannone del Gianicolo

L'uso non fu interrotto dall'Unità d'Italia, mentre fu sospeso durante la seconda guerra mondiale. Fu ripristinato il 21 aprile 1959, in occasione del 2712º anniversario della fondazione di Roma. Attualmente il cannone è un obice 105/22 Mod. 14/61 ed è gestito da personale dell'Esercito Italiano.